# Пахомово (Старобисловское сельское поселение)
Пахомово — деревня в Калязинском районе Тверской области. Входит в состав Старобисловского сельского поселения.

## География
Деревня находится в 14 км на север от центра поселения деревни Старобислово и в 20 км на юго-восток от города Калязина, в 1 км на восток от деревни расположен бывший погост Лучинники. 

## История
Первое упоминание о погосте Лучинники близ деревни имеется в Кашинской Писцовой книге 1628-29 годов, где в Лучинниках показан деревянный храм Николы Чудотворца. В клировой ведомости 1796 года в Лучинниках значится ветхая деревянная Церковь Никольская, построенная в 1672 году, а вместо неё с 1793 года строится каменная церковь во имя Сошествия Святого Духа.
В 1802 году каменная Святодуховска церковь с 2 престолами на погосте Лучинники была построена.
В конце XIX — начале XX века деревня Пахомово вместе с погостом Лучинники входили в состав Плещеевской волости Калязинского уезда Тверской губернии. 
С 1929 года деревня входила в состав Рябовского сельсовета Калязинского района Кимрского округа Московской области, с 1935 года — в составе Калининской области, с 1994 года — в составе Рябовского сельского округа, с 2005 года — в составе Старобисловского сельского поселения.

## Население
| 1859 | 1888 | 2002 | 2010 |
| ---- | ---- | ---- | ---- |
| 114  | ↗143 | ↘1   | ↘0   |

## Достопримечательности
На погосте Лучинники близ деревни расположена недействующая Церковь Сошествия Святого Духа (1802).